# Käräjäsaari (ö i Södra Savolax)
Käräjäsaari är en ö i Finland. Den ligger i sjön Sysmä och i kommunen Jorois i den ekonomiska regionen  Pieksämäki ekonomiska region  och landskapet Södra Savolax, i den södra delen av landet, 260 km nordost om huvudstaden Helsingfors. Öns area är 0,6 hektar och dess största längd är 130 meter i nord-sydlig riktning.